# Валенсия, Леонардо
Леонардо Фелипе Валенсия Россель (исп. Leonardo Felipe Valencia Rossel; родился 25 апреля 1991 года в Сантьяго) — чилийский футболист, атакующий полузащитник клуба «Депортес Ла-Серена» и сборной Чили.

## Клубная карьера
Валенсия — воспитанник клуба «Универсидад де Чили». В 2008 году для получения игровой практики он на правах аренды был отдан в «Депортес Мелипилья» в составе которого дебютировал в чилийской Примере. После возвращения из аренды Леонардо не смог выиграть конкуренцию и в 2011 году во второй раз был отдан в аренду. Его новым клубом стал «Унион Ла-Калера». 17 сентября в матче против «Коло-Коло» он дебютировал за новую команду. В начале 2012 года Валенсия подписал с клубом полноценный контракт. 28 мая в поединке против «О’Хиггинс» Леонардо забил свой первый гол за «Унион Ла-Калеру».
В 2013 году Валенсия перешёл в «Палестино». 27 января в матче против «Депортес Икике» он дебютировал за новую команду. 27 июля в поединке против «Эвертона» из Винья-дель-Мар Леонардо забил свой первый гол за «Палестино».
В начале 2014 года Валенсия на правах аренды перешёл в «Сантьяго Уондерерс». 4 января в матче против «Уачипато» он дебютировал за новую команду. В этом же поединке Леонардо сделал «дубль», забив свои первые голы за «Сантьяго Уондерерс». По окончании аренды он вернулся в «Палестино», где выдал очень хороший сезон, став по его итогам одним из лучших бомбардиров команды. 8 апреля 2015 года в матче Кубка Либертадорес против венесуэльской «Саморы» Валенсия забил гол.
Летом 2015 года Леонардо на правах аренды перешёл в родной «Универсидад де Чили». 27 июля в матче против «Депортес Антофагаста» он дебютировал за команду. 7 ноября в поединке против «Депортес Икике» Валенсия забил свой первый гол за «Универисдад де Чили». По итогам сезона он завоевал Кубок и Суперкубок Чили. После окончания аренды Леонардо вернулся в «Палестино». В 2016 году в матчах Южноамериканского кубка против парагвайского «Либертада», перуанского «Реал Гарсиласо», бразильского «Фламенго» и аргентинского «Сан-Лоренсо» Валенсия забил четыре мяча.
Летом 2017 года Леонардо перешёл в бразильский «Ботафого». 3 августа в матче против «Палмейрас» он дебютировал в бразильской Серии A.

## Международная карьера
6 октября 2016 года в отборочном матче чемпионата мира 2018 против сборной Эквадора Валенсия дебютировал за сборную Чили. 13 июня 2017 года в товарищеском матче против сборной Румынии он забил свой первый гол за национальную команду.
В 2017 году Валенсия стал серебряным призёром Кубка конфедераций в России. На турнире он сыграл в матчах против команд Камеруна и Германии.

### Голы за сборную Чили
| #   | Дата         | Место                            | Противник | Счёт | Результат | Соревнование      |
| --- | ------------ | -------------------------------- | --------- | ---- | --------- | ----------------- |
| 01. | 13 июня 2017 | Клуж Арена, Клуж-Напока, Румыния | Румыния   | 0:2  | 3:2       | Товарищеский матч |

## Достижения
- Чемпион штата Рио-де-Жанейро (1): 2018
- Обладатель Кубка Чили (2): 2015, 2019
- Обладатель Суперкубка Чили (1): 2015
- Финалист Кубка конфедераций (1): 2017